# Elly Koot
Elly Konie Koot (nacida alrededor de 1943) es una modelo holandesa que ganó el concurso Miss Europa en 1964 en Beirut, Líbano. Más tarde fue miembro del jurado en concursos de belleza holandeses.